# بلاك آرتش
بلاك آرش (بالإنجليزية: BlackArch)‏ هي توزيعة لينكس مُخصصة لِاختبارات الاختراق، مُسندة إلى توزيعة آرش لينكس وتوفر عددًا كبيرًا من أدوات الأمان. تعدُّ توزيعة مفتوحة المصدر مُخصَّصة لمُختبري الاختراق والباحثين الأمنيين. يحتوي مستودعها على أكثر من 2800 أداة يُمكن تثبيتها بشكلٍ فردي أو جماعي. يُمكن تثبيت توزيعة بلاك آرش باستخدام مُثَبِّتات آرش لينكس الحاليَّة.

## روابط خارجيَّة
- الموقع الرسمي